# Iris curvifolia
Iris curvifolia är en irisväxtart som beskrevs av Yu Tang Zhao. Iris curvifolia ingår i släktet irisar, och familjen irisväxter. Inga underarter finns listade i Catalogue of Life.